# Ікер Скотто
Ікер Езекіль Скотто (ісп. Iker Ezequiel Scotto, нар. 6 червня 2002, Буенос-Айрес, Аргентина) — аргентинський футболіст, півзахисник галицьких «Карпат».

## Життєпис
Народився в Буенос-Айресі. Вихованець молодіжної академії «Банфілда».
3 вересня 2021 року підписав 2-річний контракт з «Карпатами». У футболці галицького клубу дебютував 4 вересня 2021 року в переможному (2:1) домашньому поєдинку 7-го туру групи Б Другої ліги України проти київської АФСК. Ікер вийшов на поле в стартовому складі, а на 74-ій хвилині його замінив Хосе Бальсейро.

## Особисте життя
Батько, Даріо Скотто, відомий аргентинський футболіст. У середині 1990-их років разом з Дієго Марадоною виступав за «Бока Хуніорс».